# Emanació freda

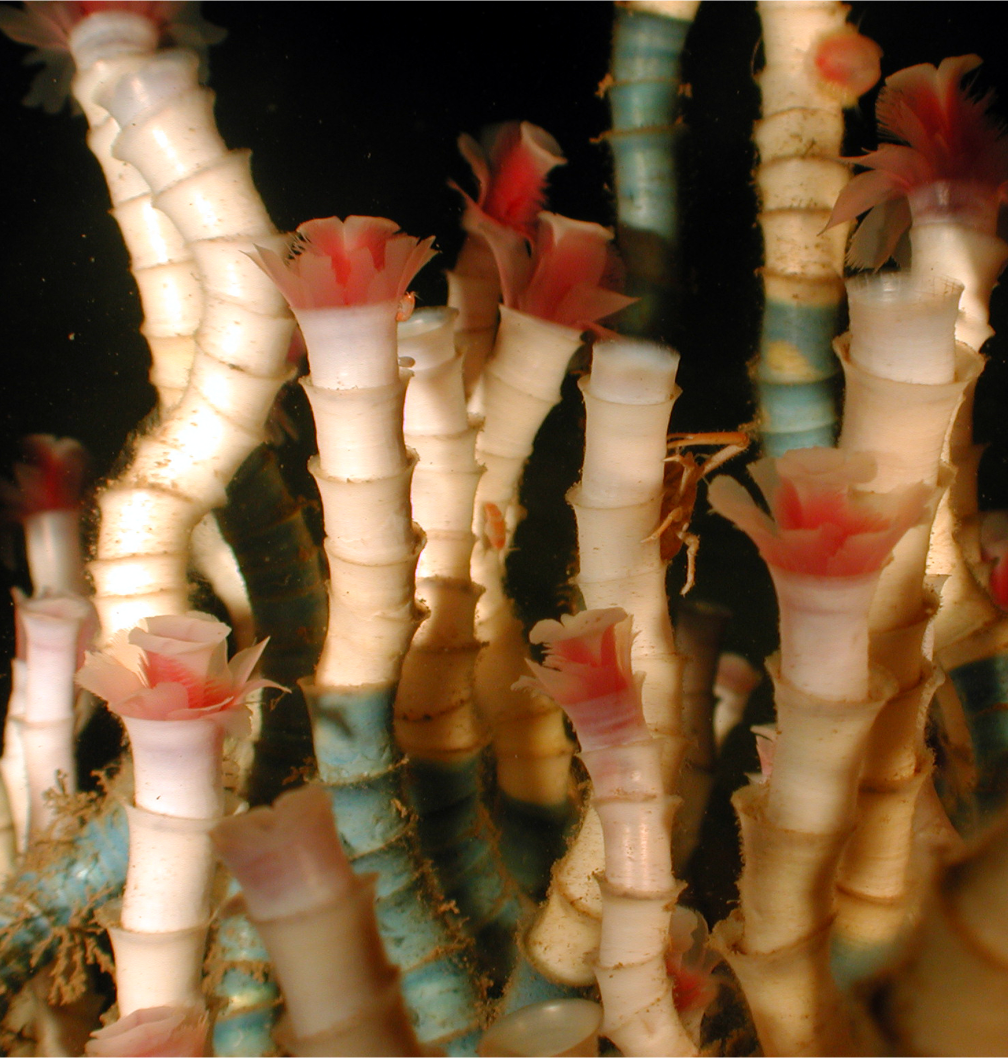
Els cucs tubulars són espècies dominants a les emanacions fredes del Golf de Mèxic

Les emanacions fredes són un bioma aquàtic del sòl del fons del mar on s'emeten sulfurs d'hidrogen, metà i altres hidrocarburs. Sovint hi viuen organismes endèmics. En reaccionar el metà amb l'aigua de mar es formen roques carbonatades i esculls i aquestes reaccions depenen de l'activitat de bacteris.

## Comunitats quimiosintètiques
En les emanacions fredeses formen comunitats quimiosintètiques que utilitzen una font de carboni e independent de la fotosíntesi. Els organismes que hi viuen es diuen extremòfils.
Hi ha organismes procariotes com Archaea i Bacteris que utilitzen la quimiosíntesi i altres de més complexos com Vesicomyidae i Siboglinidae (cucs tubulars) fant servir l'energia produïda pels més simples. Com intercanvi els microbis reben aliment de manera segura i abastable. Altres microbis formen zones catifes.

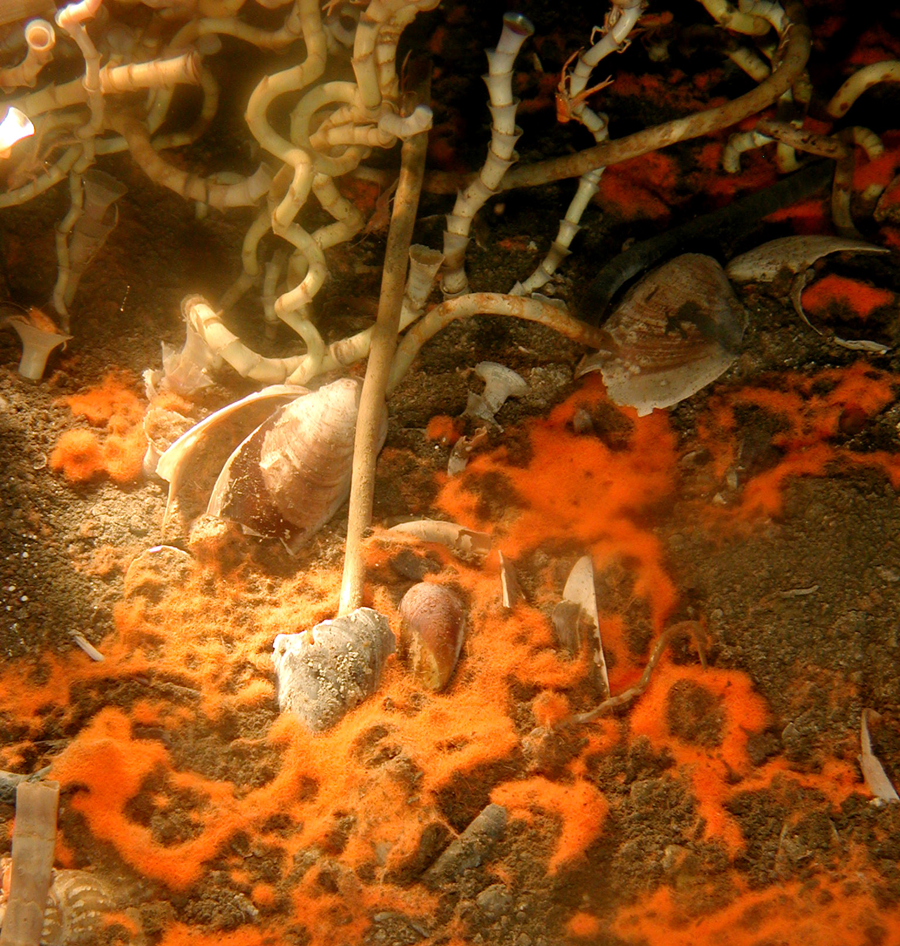
Lamellibrachia luymesi a 550 m de fondària al Golf de Mèxic.
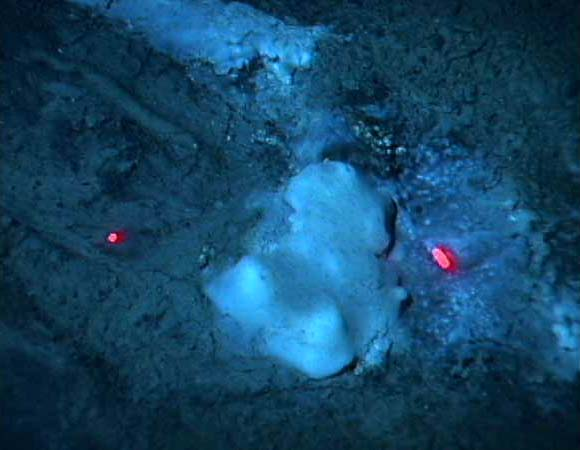
Capa bacteriana formada per Beggiatoa spp. a una emanació freda de Carolina del Sud.
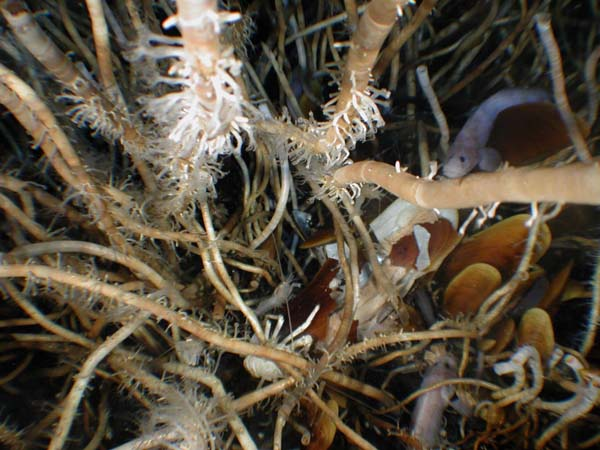
Cucs tubulars i altres animals a una emamació freda de Florida.

## Distribució
Les emanacions fredes van ser descobertes l'any 1983 per Dr. Charles Paull al Golf de Mèxic. Des d'aleshores se n'han trobat en altres parts del món incloen el canó de Monterey a Califòrnia, el Mar del Japó, la costa del Pacífic de Costa Rica la de l'Atlàntic a l'Àfrica, el mar a Alaska, i sota la capa de gel a l'Antàrtida. La fondària més gran amb una emanació freda és a 7.326 m al mar del Japó.

### Biologia

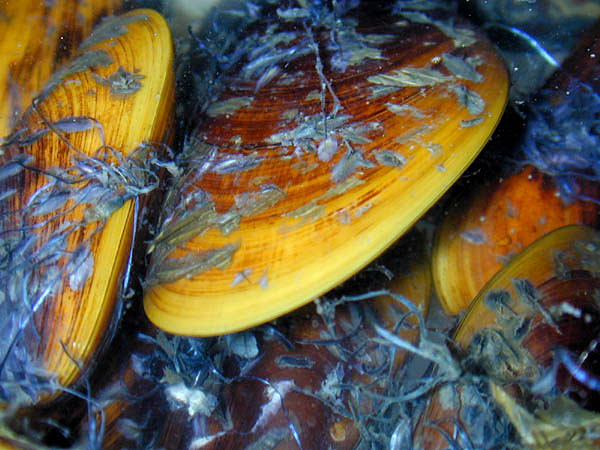
Mol·lusc de l'espècie Bathymodiolus childressi é la dominant en un tipus d'emanació freda del Golf de Mèxic.

MacDonald et al. (1990) va descriure quatre comunitats generals que són dominades per cucs tubulars Vestimentifera (Lamellibrachia c.f. barhami i Escarpia spp.), musclos Mytilidae, Vesicomyidae (Vesicomya cordata i cloïsses Calyptogena ponderosa), i Lucinidae o Thyasiridae (Lucinoma sp. o Thyasira sp. Els bacteris es presenten a tots els llocs visitats fins ara. Moltes de les espècies del Golf de Mèxic eren desconegudes per la ciència.

## Registre fòssils

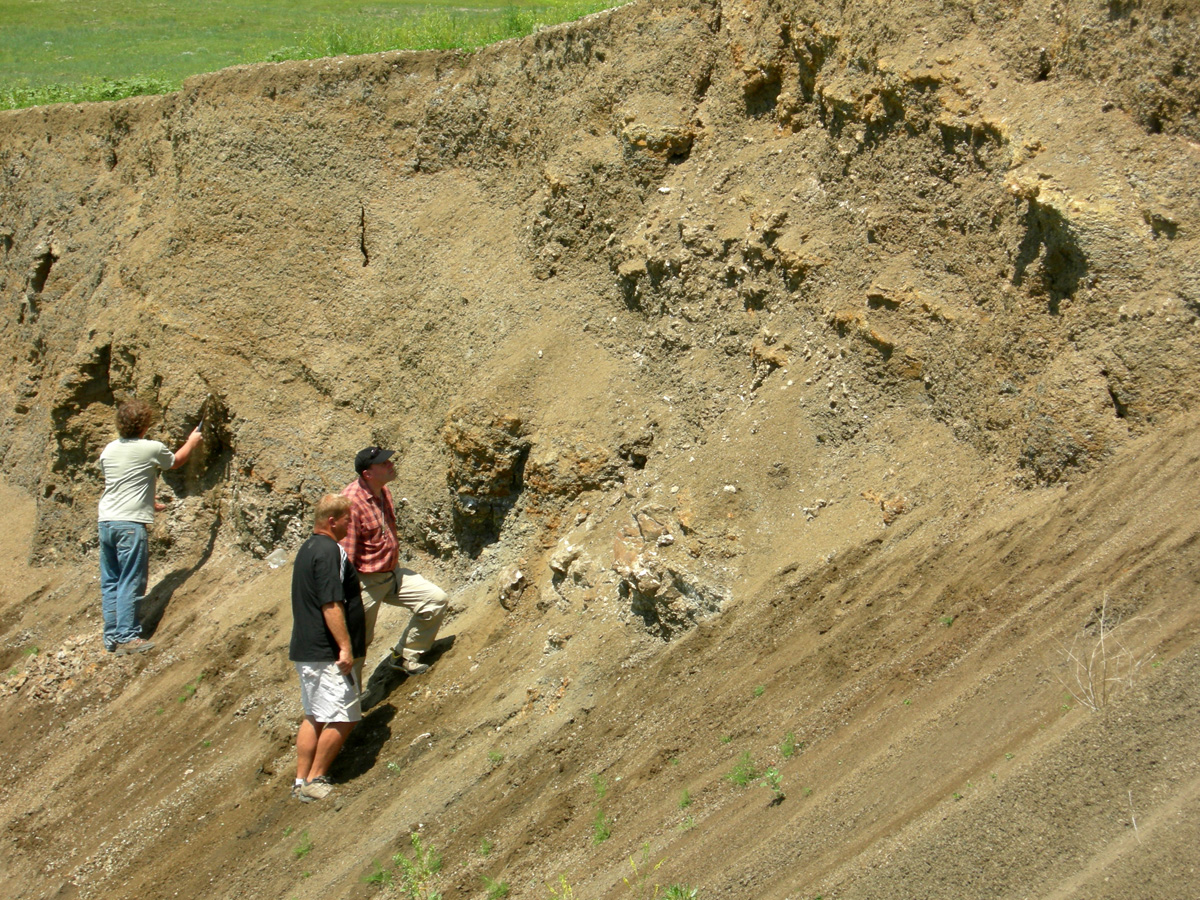
Dipòsit d'emanacions fredes al final del Cretaci a Pierre Shale, Dakota del sud.

Dipòsits d'emanacions fredes es troben especialment des del Mesozoic i Cenozoic on s'aprecien carbonats cristallins i abundants fòssils de mol·luscs i braquiopodes.